# الجامع الكبير كاشمر
الجامع الكبير كاشمر مسجد قديم ذائع الصيت في مدينة كاشمر وقد تحدث عنه الرحالة والمستكشفون المسلمون ووصفوا خصوصياته ومعالمه، حيث تم تشييده في العهد القاجاري إبان حكومة الملك فتح علي شاه، وحسب النقوش الموجودة في قطعة حجرية كبيرة موجودة فيه يعود بناؤه إلى سنة 1213 هـ لكن هناك حجر آخر دوّن فيه أن تأريخ البناء هو 1205 هـ مما يعني أنه سبق العهد القاجاري، وعلى هذا الأساس يرجح البعض أنه تأسس قبل سيطرة السلسلة القاجارية على الحكم وتم توسيع بنائه أو إكماله في عهد ملوكها. وتم تسجيل هذا المسجد في 16 مارس 2002 مع رقم تسجيل 5152 باعتباره أحد التراث الوطني الإيراني.

## التاريخ
كان مسجد ترشيز في العصر الذهبي الإسلامي أثرا مشهورًا، فقد كتب شمس الدين المقدسي عنه في كتابه أحسن التقاسيم في معرفة الأقاليم ولكن بمرور الوقت لم يبق أي أثر لمسجد ترشيز الكبير. ومع ذلك، فإن البناء الحالي لمسجد كاشمر الكبير يعود إلى فترة الدولة القاجارية، وقد جرى بناؤه عندما كانت قبيلة ميش مست العامِرية العربية في منطقة ترشيز عام 1213 هـ/ 1798م.

## الإمام والمحاضرة
- حسن برهاني، إمام صلاة الجمعة
- سيد كاظم الطبطبائي، إمام صلاة الجمعة
- محسن رضائي، محاضرة في 17 مارس 2013 [6]

## معرض الصور

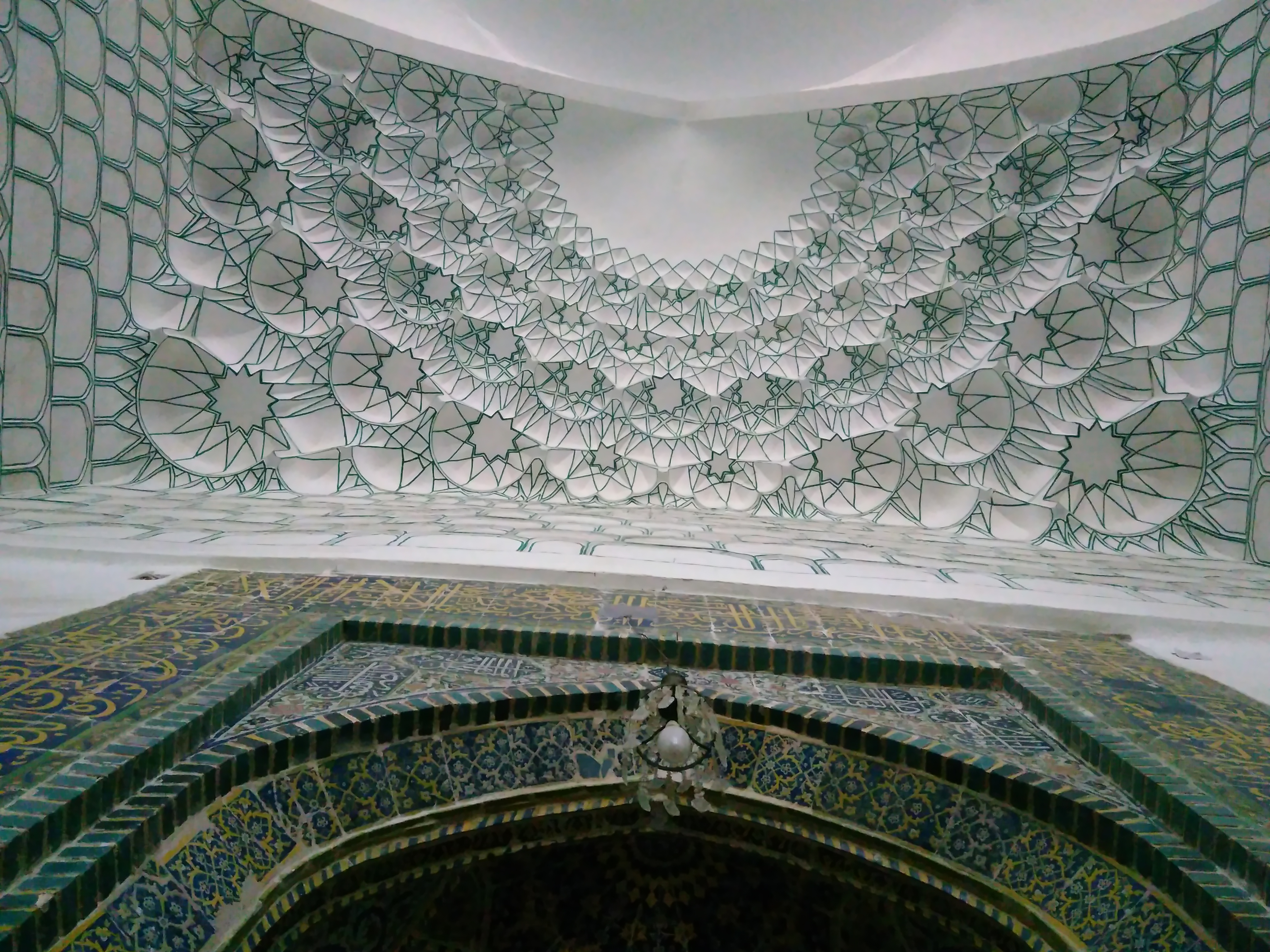
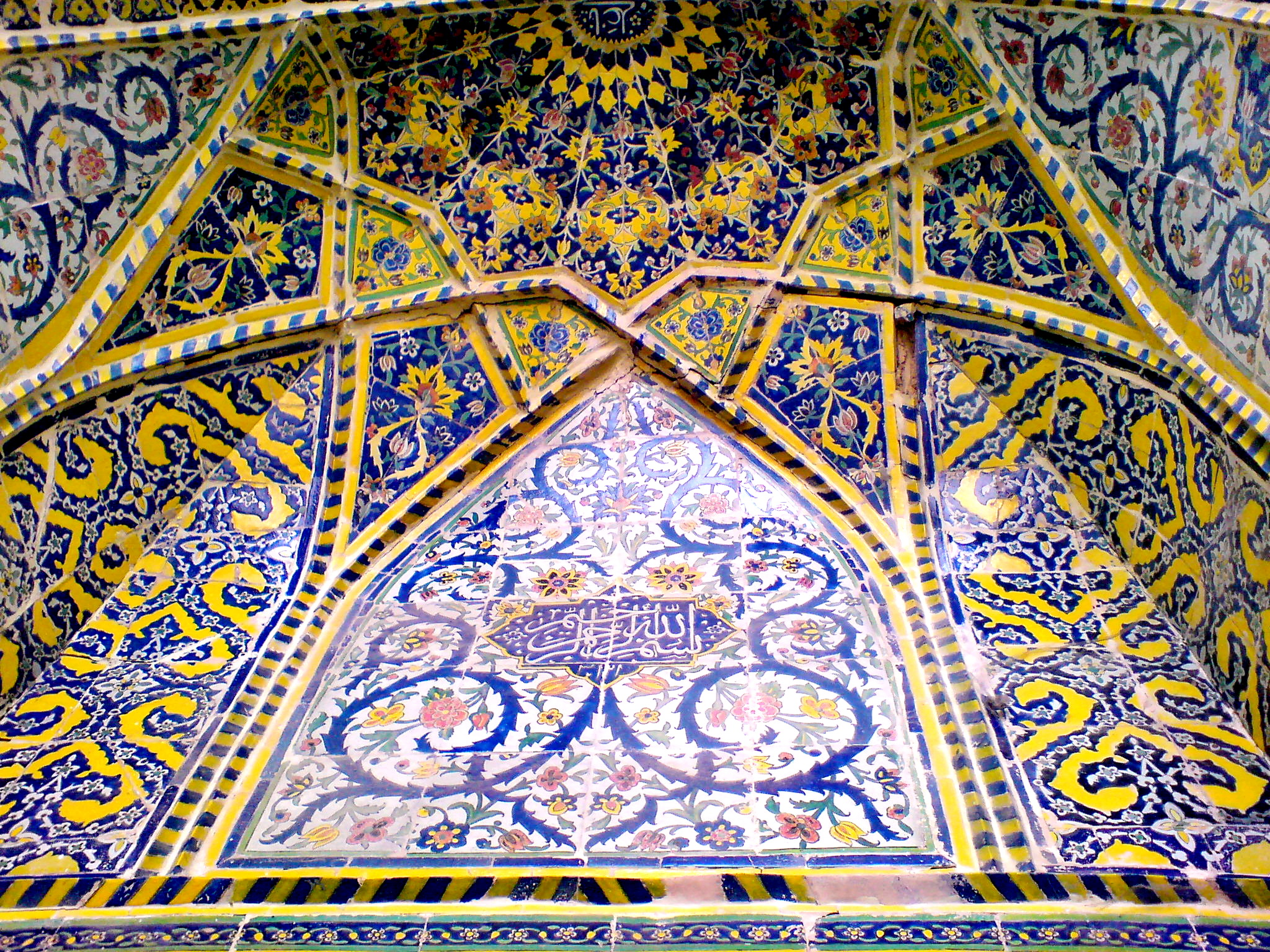
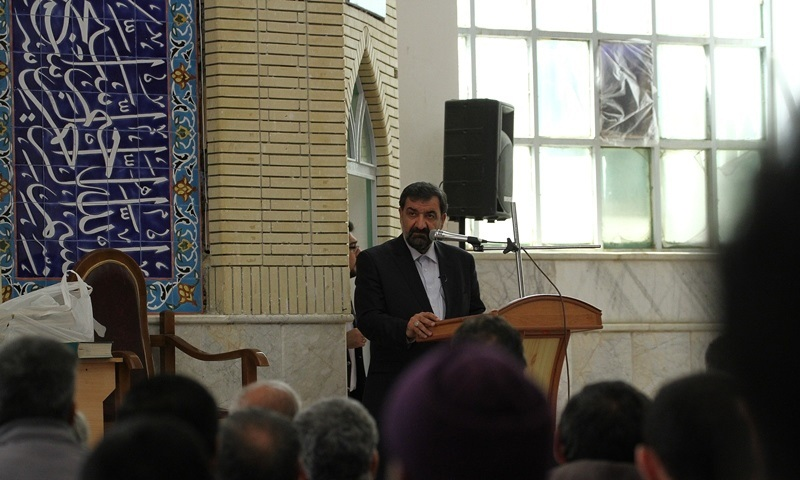
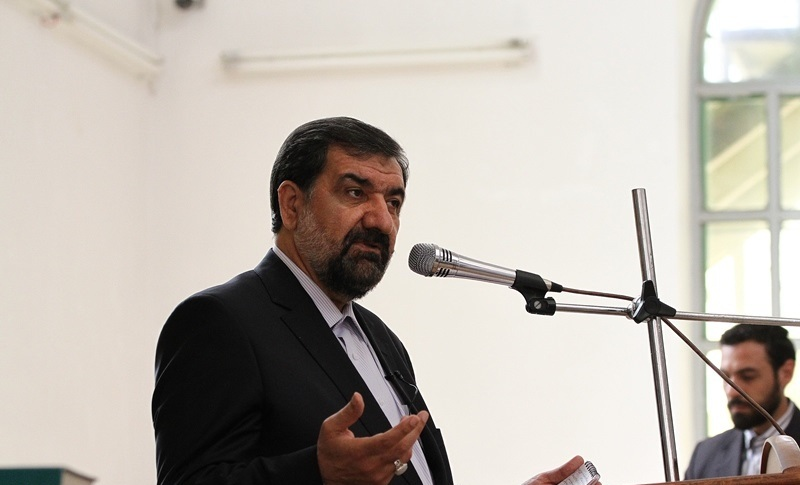
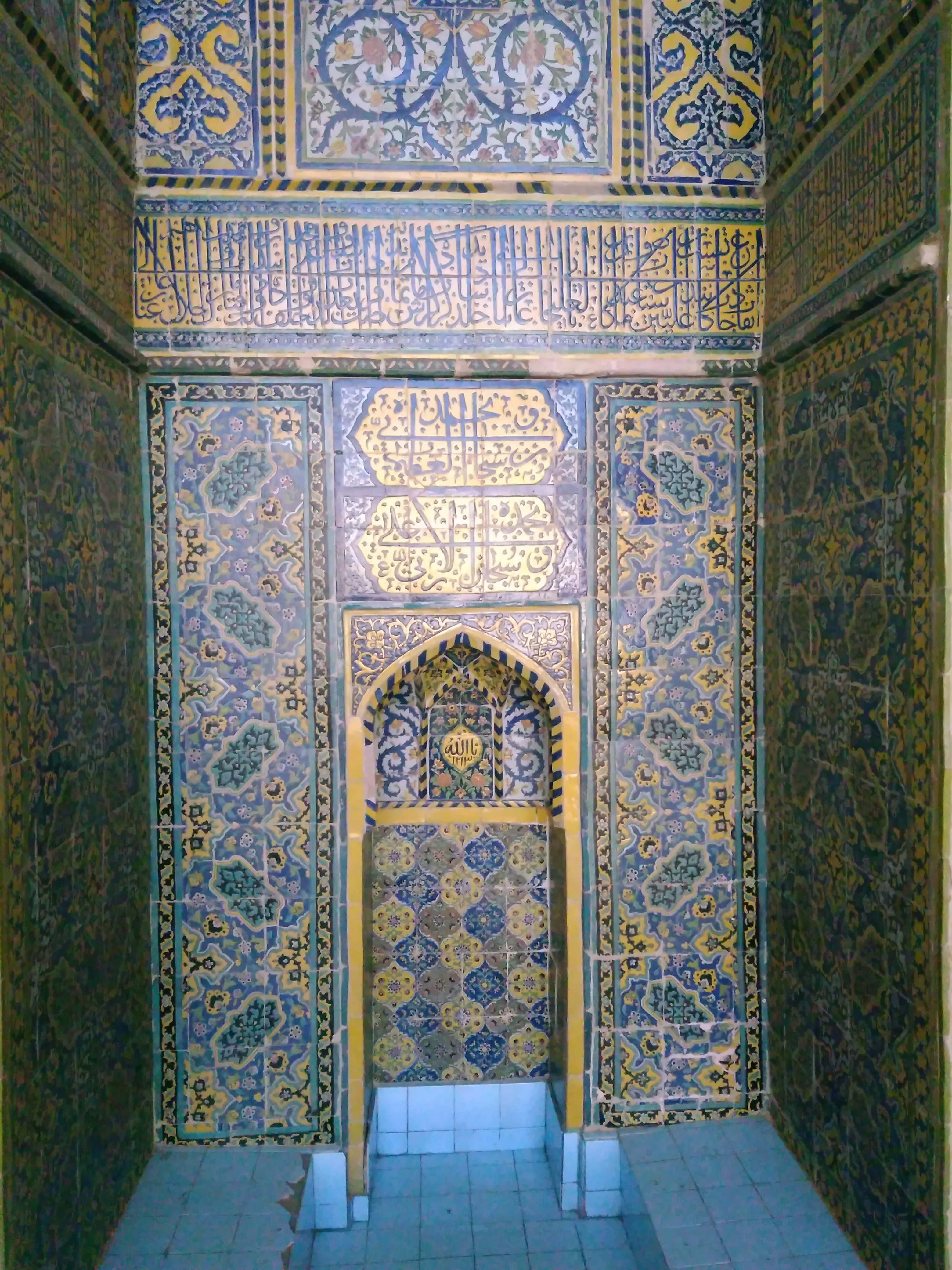
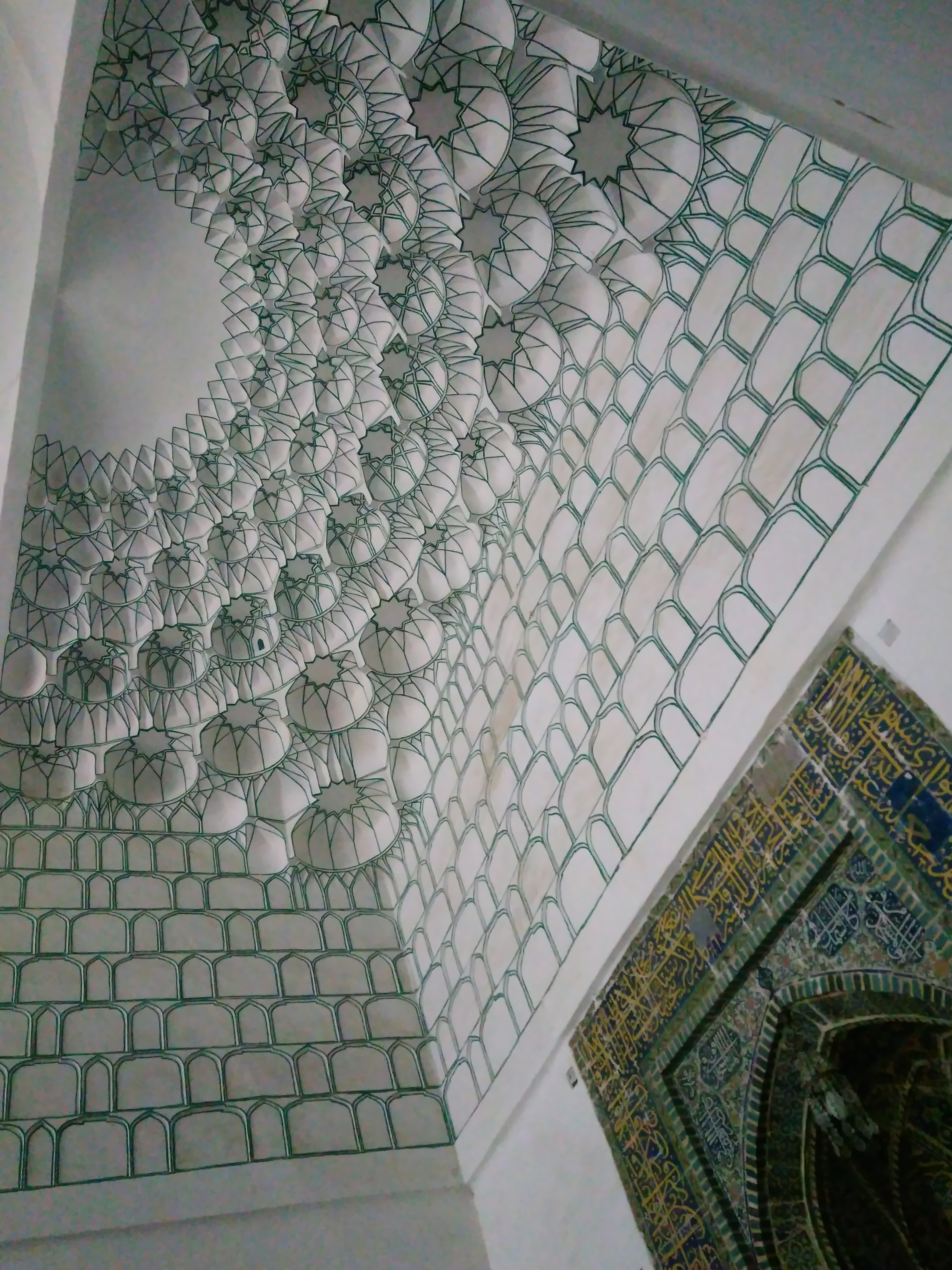
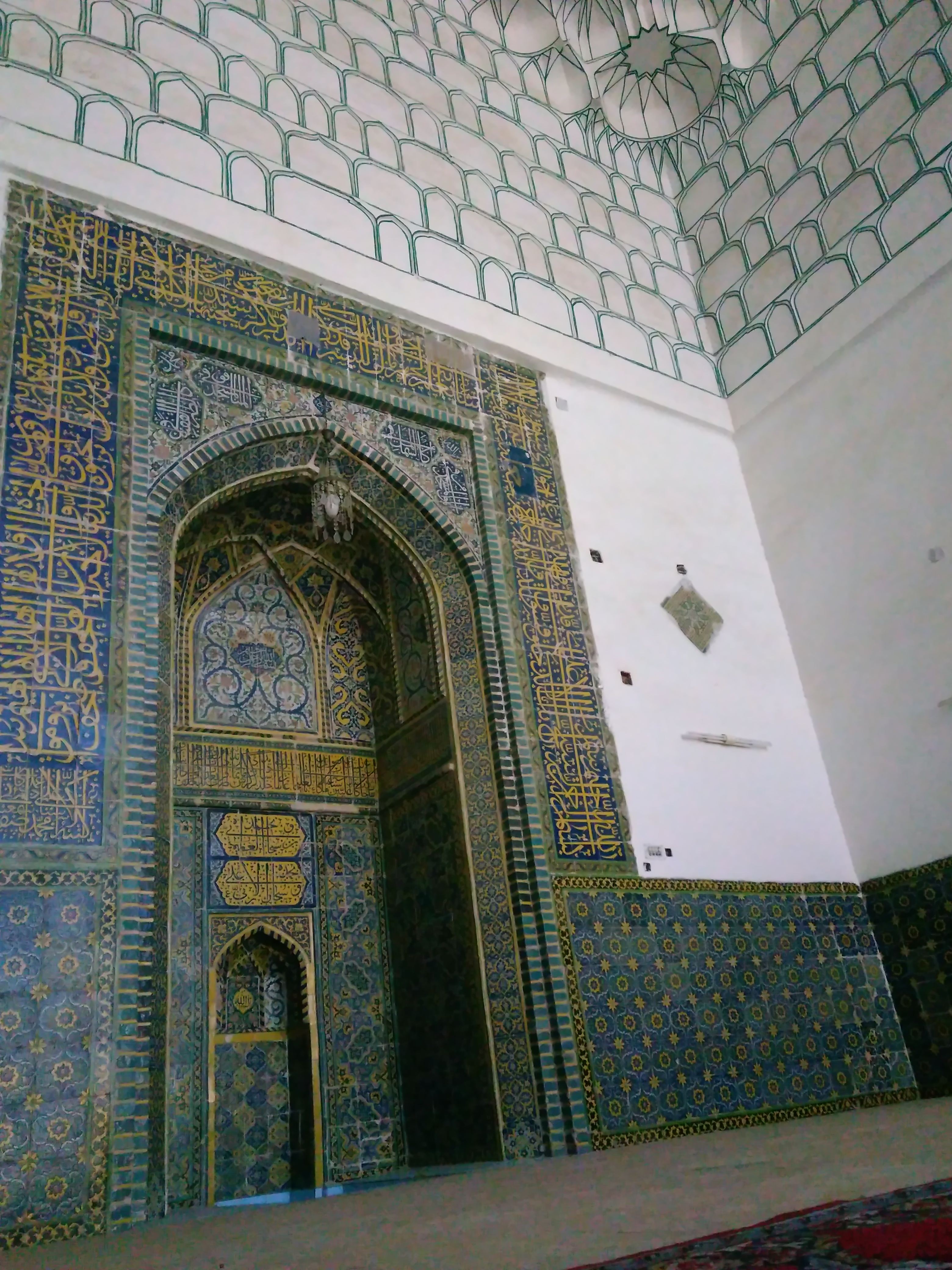
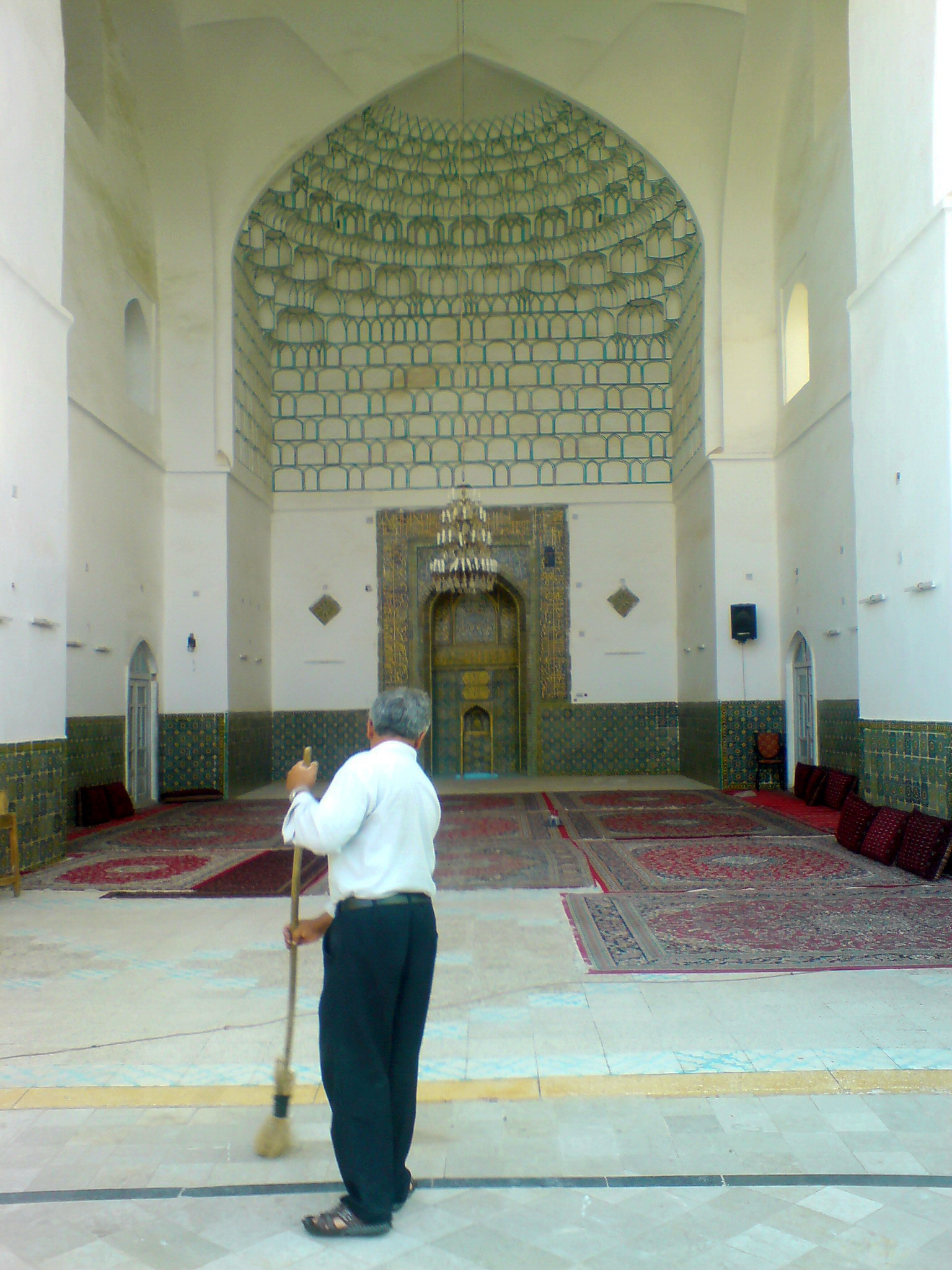